# 国際文化会館
国際文化会館（こくさいぶんかかいかん、英語: International House of Japan）は、東京都港区六本木5丁目（麻布鳥居坂）にある、国際相互理解のための文化交流及び知的協力の促進を目的とする公益財団法人(公益財団法人国際文化会館)、及び、同法人が運営する施設である。

## 概要
1952年（昭和27年）に樺山愛輔、高木八尺や松本重治といった知識人を中心に、ロックフェラー財団をはじめとする内外の諸団体や個人からの支援により設立された。世界の研究者、文化人、芸術家、企業人等が集い、語り合う人物交流プログラムを中心に取り組んでいる。2009年6月から2018年12月までの理事長は、元国連事務次長の明石康。2019年1月からの理事長（第7代目）は近藤正晃ジェームス。
設立資金は「文化センター準備委員会」が中心となり募った。海外からの人物招聘も積極的に行っており、過去にグロピウス、トインビー、ルーズベルト、オッペンハイマー、リースマン、ケナンなどを招聘。
施設は1955年（昭和30年）に完成。宿泊施設、会議施設、レストラン、図書室などで構成され、講演会、シンポジウム、セミナーなどの会場として使用されるほか、結婚式場としても利用できる。建物は前川國男、坂倉準三、吉村順三の3人が設計した。
会館は麻布・鳥居坂の岩崎小弥太邸跡（現在の住所は港区六本木5丁目）にある。英文表記で「International House of Japan」を縮めて「I-House（アイ・ハウス）」と呼ばれる。
2022年7月、船橋洋一が代表を務めた一般財団法人アジア・パシフィック・イニシアティブと合併した。
2025年3月、DICが同年4月で休館予定のDIC川村記念美術館（千葉県佐倉市）の所蔵品の一部を受け入れることを発表した。

### 組織

#### 理事
- 麻生巌
- 伊藤実佐子
- 緒方克明（専務理事）
- 小林正美
- 小林いずみ
- 小林公成（常務理事）
- 小林りん
- 近藤正晃ジェームス（理事長）
- 佐藤輝英
- 神保謙（代表理事）
- 谷家衛
- 千野境子
- 堂前宣夫
- 冨川秀二
- 細谷雄一
- 松本恭攝
- 御立尚資
- 宮田裕章
- 武藤真祐
- 渡辺靖

#### 監事
- 池田祐久
- 小川陽一郎

#### 評議員
- 江原伸好
- 川邊健太郎
- 久保文明
- 末松弥奈子
- 高野真
- 高原明生
- 田中達郎
- 道傳愛子
- 遠谷信幸
- 新浪剛史
- 松本大
- 森浩生

#### 顧問（Global Council）
- Victor Chu
- Lionel Barber
- 船橋洋一[7]

## 沿革

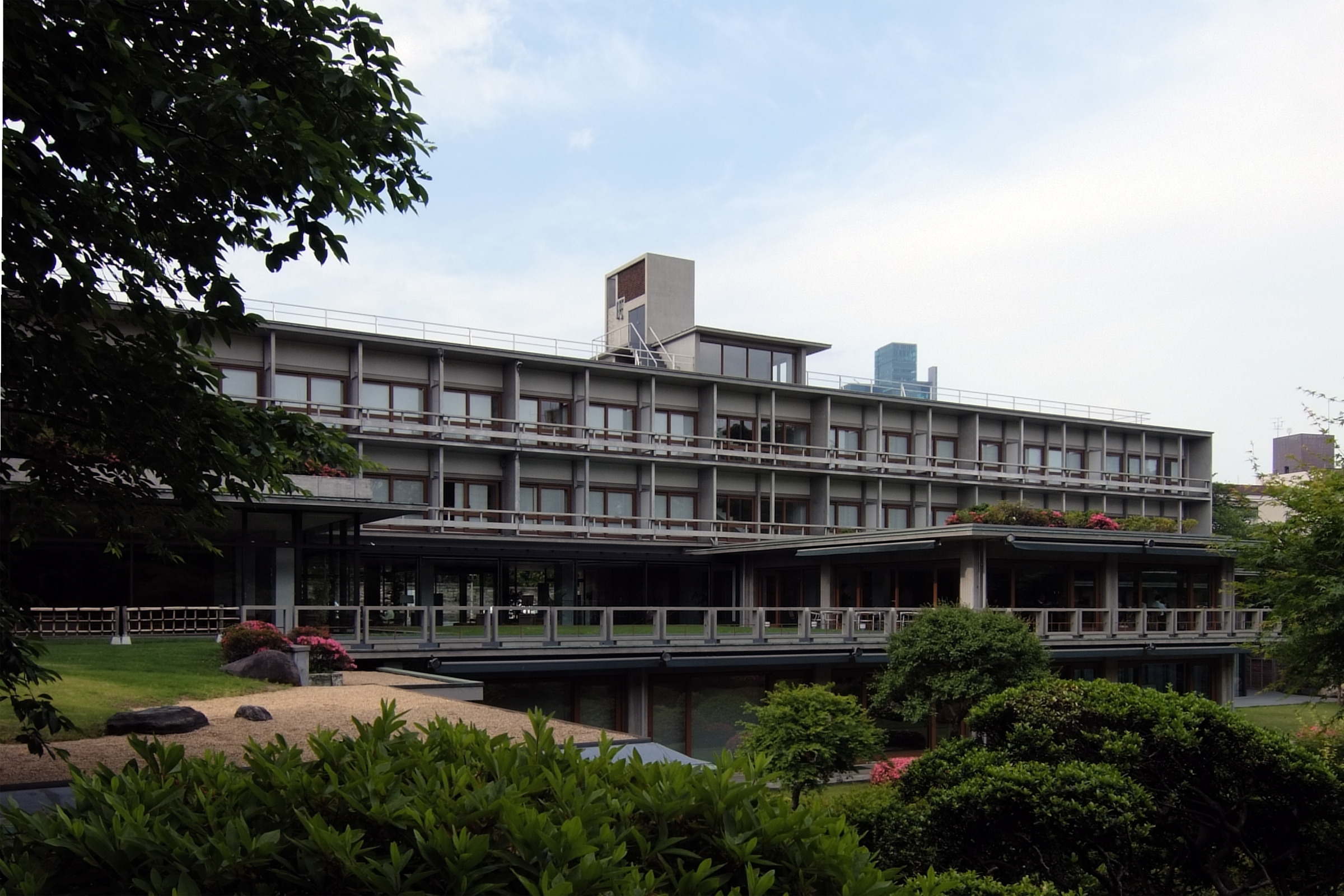
国際文化会館

1951年（昭和26年）に、ハリー・S・トルーマン大統領が対日講和条約締結の準備交渉のために派遣したジョン・フォスター・ダレス特使一行に加わって来日したジョン・D・ロックフェラー3世は、帰国後に日米両国に文化センターを設立することや、東京と京都にインターナショナル・ハウスを建設することを含む日米文化関係についての提言書をダレスに提出。樺山愛輔を委員長に、松本重治とリーダーズ・ダイジェスト東京支社長のアメリカ人、スターリング・W・フィッシャー、が常任幹事になり、文化センター準備委員会が組織される。ロックフェラー財団からの資金提供に加えて、国内でも、吉田茂首相をはじめとする政財界や、川端康成らの文化文壇人による支援を得て、大規模な募金活動が始まる。

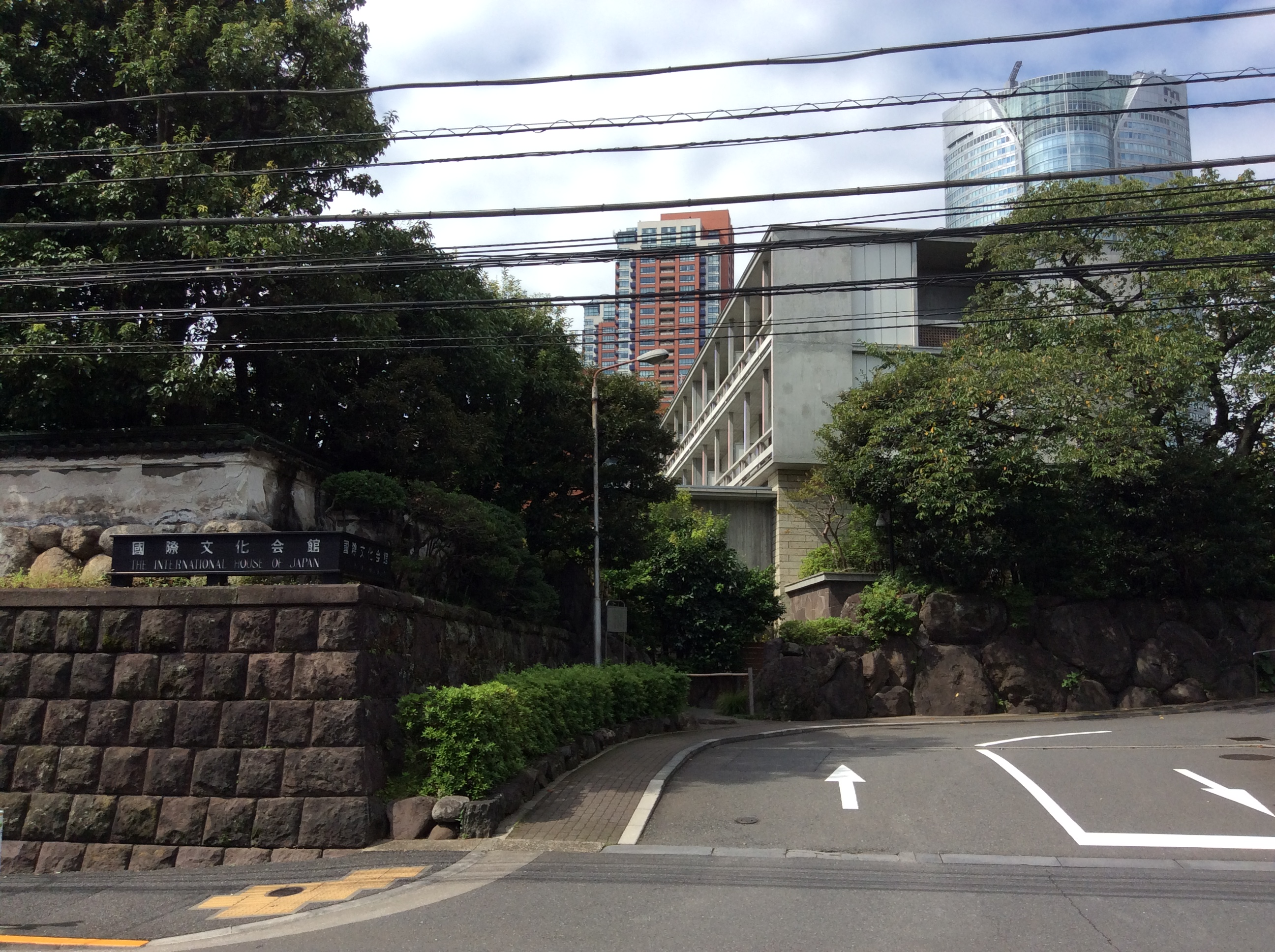
国際文化会館入口（2017年9月24日撮影）

敷地は、江戸時代から幕末にかけて多度津藩（現・香川県丸亀市）藩主京極壱岐守の江戸屋敷であったもので、明治初期に井上馨の所有となった。その後、久邇宮邸、赤星鉄馬邸、岩崎小弥太邸（岩崎家鳥居坂本邸）と変遷し、戦後は国有地となっていた。松本と叔父の松方三郎がこの土地を安く払い下げるよう政府に要請し、敷地を取得、1955年（昭和30年）に開館した。なお、松方家と土地の旧所有者の岩崎家は姻戚関係にあった。

## 建物・庭園
1955年（昭和30年）に、設計者の前川、坂倉、吉村の3名がこの作品によって「昭和30年度日本建築学会賞（作品）」を受賞。1976年（昭和51年）には前川の設計により、旧館の改修と新館の増築が竣工した。2003年（平成15年）にはDOCOMOMO JAPAN選定 日本におけるモダン・ムーブメントの建築に選定され、2006年（平成18年）3月には国の登録有形文化財に登録された。
現在の庭園は、1930年（昭和5年）に岩崎小弥太が京都の造園家「植治（うえじ）」こと7代目小川治兵衛に作庭を依頼し、桃山時代あるいは江戸時代初期の名残りを留める近代庭園の傑作として知られている。庭園は2005年（平成17年）10月に港区の名勝に指定された。

### 建物の保存再生
2005年（平成17年）に耐震構造を含む大規模な改修を実施。日本のモダニズム建築を代表する名建築の外観や、庭と建物の伝統的なたたずまいは変えることなく保存された。この保存再生は戦後の名建築を保存する取り組みとしては画期的なものと評価され、保存再生活動に対して、日本建築学会より「2007年日本建築学会賞（業績）」を、財団法人日本産業デザイン振興会より「2007年度グッドデザイン賞（建築・環境デザイン部門）」を受賞。

## 協力団体
- パートナーシップ
  - 公益財団法人東洋文庫
  - ポートランド日本庭園
  - モーリーン&マイク・マンスフィールド財団
- プログラム共催・協力
  - 一般財団法人MRAハウス
  - 独立行政法人国際交流基金
  - 公益財団法人渋沢栄一記念財団
  - 日米友好基金
  - 公益財団法人日本財団
  - ジャパン・ソサエティー（ニューヨーク日本協会）
  - ハーバード・ロー・スクール
  - 文化庁
- 施設相互利用
  - ニューヨーク・コーネル・クラブ（英語版）（アメリカ合衆国・ニューヨーク）
  - コスモス・クラブ（英語版）（アメリカ合衆国・ワシントンD.C.）
  - インド国際センター（英語版） (IIC)（インド・ニューデリー）
  - リフォーム・クラブ（英語版）（イギリス・ロンドン）
  - ユニバーシティ・ハウス（英語版）（オーストラリア・キャンベラ）[11]

## 建築概要
- 所在地：東京都港区六本木5-11-16
- 構造：鉄筋コンクリート構造
- 階数：地下2階・地上4階
- 延べ面積：6,702平方メートル
- 設計：前川國男建築設計事務所・坂倉準三建築設計事務所・吉村順三設計事務所
- 施工：清水建設
- 竣工：1955年（昭和30年）